# María Teresa de Acosta Toro
María Teresa de Acosta Toro y González (Granada, 2 de julio de 1777-20 de mayo de 1851) fue la fundadora de una casa de banca en Granada y de una dinastía de banqueros.

Sus padres eran Miguel de Acosta y María Josefa Toro. En 1808 se casó  con José María Rodríguez Sancho. Tuvieron dos hijos, José María y Micaela. Entre sus descendientes se encuentra el pintor José María Rodríguez-Acosta.
Tras la muerte de su esposo en 1824, De Acosta heredó un capital de cerca de 200.000 reales con los que decidió fundar una casa de banca en Granada. La casa se llamó "Viuda de Rodríguez" y se cree que comenzó a funcionar alrededor de 1831, posiblemente había adquirido un negocio bancario que había operado bajo el nombre de "José Siqués y José Vergés. Comisionistas". La información disponible sobre la actividad de la casa de banca pertenece a los años de 1840-42, pero se sabe que existieron cinco libros diarios anteriores, lo que sugiere que la actividad bancaria comenzó al menos una década antes.
Su banca fue la entidad con más garantía de la región y con una amplia red de conexiones bancarias que aseguraban el éxito de las transacciones. Se trataba de una casa de comisiones, giros y transferencias dedicada a servir de medio de pago al comercio entre ciudades. La banca trabajaba a comisión, cobrando unos porcentajes ya deducidos del dinero a transferir, ya del efectivo en caja.
Entre los años 1840 y 1842 se efectuaron 2034 transferencias, de las cuales el 81% se hicieron en Andalucía. Entre septiembre de 1844 y julio de 1847, la banca "Viuda de Rodríguez" se convirtió en depositaria de la Universidad de Granada.
Al morir De Acosta, el inventario de su fortuna personal había ascendido a más del doble de la herencia recibida.
Su hijo mayor se quedó con “Viuda de Rodríguez”, y la gestionó con su propio nombre, “José María Rodríguez Acosta”. Con el tiempo pasó a ser la Banca Rodríguez-Acosta que perduró hasta 1946 que fue absorbida por una entidad financiera mayor, el Banco Central.